# 星野信吾
星野 信吾（ほしの しんご、1955年4月1日 - ）は、日本の政治家。勲等は旭日小綬章。
埼玉県富士見市長（2期）、富士見市議会議員（3期）を務めた。

## 来歴
埼玉県富士見市生まれ。東京教育大学附属坂戸高等学校（現筑波大学附属坂戸高等学校）、東京農業大学農学部卒業。
東入間青年会議所理事長を経て、1997年に富士見市議会議員選挙に出馬し、初当選。2005年には富士見市議会議長に就任した。2008年に富士見市議を任期途中で辞職し、富士見市長選挙に出馬。現職の浦野清富士見市長らを破り、当選した。
2012年、富士見市長再選。2016年4月1日、今期限りでの引退を表明。次期市長に選出された星野光弘は遠縁の親戚にあたる。8月19日をもって任期満了により、富士見市長を勇退。
2017年12月に、埼玉県収用委員会委員に任命される。
2025年（令和7年）春の叙勲で旭日小綬章を受章した。